# Biegi narciarskie na Mistrzostwach Świata Juniorów w Narciarstwie Klasycznym 2025
Biegi narciarskie na 45. mistrzostwach świata juniorów odbywały się w dniach 3-9 lutego 2025 roku we włoskiej miejscowości Schilpario. Zawodnicy i zawodniczki rywalizowali łącznie w 14 konkurencjach, w dwóch kategoriach wiekowych: juniorów oraz młodzieżowców. 

## Wyniki juniorów
| Miejsce | Zawodnik            | Czas    | Strata |
| ------- | ------------------- | ------- | ------ |
|         | Filip Skari         | 2:38,39 | —      |
|         | Lars Heggen         | 2:38,50 | +0,11  |
|         | Isai Näff           | 2:43,55 | +5,16  |
| 4.      | Janik Weidlich      | 2:45,30 | +6,91  |
| 5.      | Torjus Magnus Harbo | 2:45,60 | +7,21  |
| 6.      | Jona Albrecht       | 2:49,41 | +11,02 |

| Miejsce | Zawodniczka                     | Czas    | Strata |
| ------- | ------------------------------- | ------- | ------ |
|         | Malin Hoelsveen                 | 3:00,53 | —      |
|         | Iselin Bjervig Drivenes         | 3:01,73 | 1,20   |
|         | Milla Grosberghaugen Andreassen | 3:02,12 | +1,59  |
| 4.      | Alison Mackie                   | 3:02,17 | +1,64  |
| 5.      | Samantha Smith                  | 3:03,16 | +2,63  |
| 6.      | Nora Christine Hansen           | 3:16,30 | +15,77 |

| Miejsce | Zawodnik         | Czas    | Strata  |
| ------- | ---------------- | ------- | ------- |
|         | Lars Heggen      | 51:12,1 | —       |
|         | Gabriele Matli   | 51:21,2 | +9,1    |
|         | Leopold Strand   | 51:21,5 | +9,4    |
| 4.      | Jakob Elias Moch | 51:23,0 | +10,9   |
| 5.      | Filip Skari      | 51:23,1 | +1,0    |
| 6.      | Davide Negroni   | 52:13,1 | +1:01,0 |

| Miejsce | Zawodniczka                     | Czas    | Strata  |
| ------- | ------------------------------- | ------- | ------- |
|         | Milla Grosberghaugen Andreassen | 57:36,1 | —       |
|         | Hanna Engesæter Sørbye          | 58:04,3 | +28,2   |
|         | Alison Mackie                   | 58:07,4 | +31,3   |
| 4.      | Annette Coupat                  | 58:33,1 | +57,0   |
| 5.      | Beatrice Laurent                | 58:40,9 | +1:04,8 |
| 6.      | Ingeborg Synstnes Hole          | 58:41,2 | +1:05,1 |

| Miejsce | Zawodnik         | Czas    | Strata |
| ------- | ---------------- | ------- | ------ |
|         | Lars Heggen      | 23:16,8 | —      |
|         | Davide Negroni   | 23:43,5 | +26,7  |
|         | Jakob Elias Moch | 23:55,5 | +38,7  |
| 4.      | Filip Skari      | 23:56,0 | +39,2  |
| 5.      | Gabriele Matli   | 23:59,7 | +42,9  |
| 6.      | Federico Pozzi   | 24:05,2 | +48,4  |

| Miejsce | Zawodniczka                     | Czas    | Strata |
| ------- | ------------------------------- | ------- | ------ |
|         | Milla Grosberghaugen Andreassen | 27:31,1 | —      |
|         | Anna Endress                    | 28:00,4 | +29,3  |
|         | Alison Mackie                   | 28:07,3 | +36,2  |
| 4.      | Marit Folie                     | 28:11,9 | +40,8  |
| 5.      | Hanna Engesæter Sørbye          | 28:13,0 | +41,9  |
| 6.      | Margot Tirloy                   | 28:16,2 | +45,1  |

| Pozycja | Państwo   | Zawodnicy                                                                      | Czas      |
| ------- | --------- | ------------------------------------------------------------------------------ | --------- |
|         | Norwegia  | Filip Skari Hanna Engesæter Sørbye Lars Heggen Milla Grosberghaugen Andreassen | 1:03:14,7 |
|         | Francja   | Quentin Viguier Annette Coupat Romain Vaxelaire Margot Tirloy                  | +59,7     |
|         | Włochy    | Gabriele Matli Beatrice Laurent Davide Negroni Marit Folie                     | +1:16,6   |
| 4.      | Finlandia | Pyry Riisanen Olivia Puranen Jimi Klemettinen Selene Rossi                     | +2:09,5   |
| 5.      | Niemcy    | Janik Weidlich Anne Buchmann Jakob Elias Moch Anna Endress                     | +2:15,4   |
| 6.      | Szwecja   | Jonatan Lindberg Mira Göransson Erik Bergström Johanna Hägg                    | +2:25,9   |

## Wyniki młodzieżowców U23
| Miejsce | Zawodnik          | Czas    | Strata |
| ------- | ----------------- | ------- | ------ |
|         | Anton Grahn       | 2:37,79 | —      |
|         | Måns Skoglund     | 2:38,44 | +0,65  |
|         | Jørgen Schjølberg | 2:38,46 | +0,67  |
| 4.      | Jiří Tuž          | 2:39,74 | +1,95  |
| 5.      | Elias Keck        | 2:39,78 | +1,99  |
| 6.      | Ivan Essonnier    | 2:41,43 | +3,64  |

| Miejsce | Zawodniczka         | Czas    | Strata |
| ------- | ------------------- | ------- | ------ |
|         | Märta Rosenberg     | 2:59,10 | —      |
|         | Gina del Rio        | 3:04,24 | +5,14  |
|         | Elin Henriksson     | 3:05,05 | +5,95  |
| 4.      | Anniken Sand        | 3:07,80 | +8,70  |
| 5.      | Maria Hartz Melling | 3:08,74 | +9,64  |
| 6.      | Nadine Laurent      | 3:10,71 | +11,61 |

| Miejsce | Zawodnik                 | Czas    | Strata |
| ------- | ------------------------ | ------- | ------ |
|         | Mathias Holbæk           | 50:15,2 | —      |
|         | Niko Anttola             | 50:19,7 | +4,5   |
|         | Thomas Linnebo Mollestad | 50:20,0 | +4,8   |
| 4.      | Elias Keck               | 50:33,9 | +18,7  |
| 5.      | Thomas Stephen           | 50:52,8 | +37,6  |
| 6.      | Jørgen Schjølberg        | 51:10,2 | +55,0  |

| Miejsce | Zawodniczka         | Czas    | Strata  |
| ------- | ------------------- | ------- | ------- |
|         | Märta Rosenberg     | 55:56,8 | —       |
|         | Eva Ingebrigtsen    | 56:00,4 | +3,6    |
|         | Liliane Gagnon      | 56:05,3 | +8,5    |
| 4.      | Helen Hoffmann      | 56:10,4 | +13,6   |
| 5.      | Emma Kirkeberg Mørk | 56:35,4 | +38,6   |
| 6.      | Jasmine Drolet      | 57:37,5 | +1:40,7 |

| Miejsce | Zawodnik                 | Czas    | Strata  |
| ------- | ------------------------ | ------- | ------- |
|         | Mathias Holbæk           | 26:40,9 | —       |
|         | Thomas Linnebo Mollestad | 27:06,0 | +25,1   |
|         | Martino Carollo          | 27:23,4 | +42,5   |
| 4.      | Lars Michael Bjertnæs    | 27:39,7 | +58,8   |
| 5.      | Sander Haukvik-Jensen    | 28:09,7 | +1:28,8 |
| 6.      | Victor Cullet Calderini  | 28:13,7 | +1:32,8 |

| Miejsce | Zawodniczka     | Czas    | Strata  |
| ------- | --------------- | ------- | ------- |
|         | Helen Hoffmann  | 32:36,4 | —       |
|         | Rosie Fordham   | 33:02,1 | +25,7   |
|         | Liliane Gagnon  | 33:13,7 | +37,3   |
| 4.      | Kendall Kramer  | 33:36,7 | +1:00,3 |
| 5.      | Märta Rosenberg | 33:45,0 | +1:08,6 |
| 6.      | Marina Kälin    | 33:49,5 | +1:13,1 |

| Pozycja | Państwo    | Zawodnicy                                                             | Czas    |
| ------- | ---------- | --------------------------------------------------------------------- | ------- |
|         | Norwegia   | Thomas Linnebo Mollestad Anniken Sand Mathias Holbæk Eva Ingebrigtsen | 59:17,5 |
|         | Włochy     | Davide Ghio Nadine Laurent Martino Carollo Maria Gismondi             | +36,9   |
|         | Niemcy     | Elias Keck Verena Veit Marius Kastner Helen Hoffmann                  | +51,8   |
| 4.      | Francja    | Victor Cullet Calderini Cloé Pagnier Mathieu Blanc Léonie Perry       | +52,0   |
| 5.      | Szwajcaria | Noe Näff Fabienne Alder Antonin Savary Marina Kälin                   | +1:56,6 |
| 6.      | Finlandia  | Alexander Stahlberg Nora Kytäjä Niko Anttola Maija Tiainen            | +1:59,6 |

## Klasyfikacja medalowa
| Poz. | Państwo    |    |   |   | złoto · srebro · brąz |
| ---- | ---------- | -- | - | - | --------------------- |
| 1.   | Norwegia   | 10 | 5 | 4 | 19                    |
| 2.   | Szwecja    | 3  | 1 | 1 | 5                     |
| 3.   | Niemcy     | 1  | 1 | 2 | 4                     |
| 4.   | Włochy     | 0  | 3 | 2 | 5                     |
| 5.   | Andora     | 0  | 1 | 0 | 1                     |
| 5.   | Australia  | 0  | 1 | 0 | 1                     |
| 5.   | Finlandia  | 0  | 1 | 0 | 1                     |
| 5.   | Francja    | 0  | 1 | 0 | 1                     |
| 9.   | Kanada     | 0  | 0 | 4 | 4                     |
| 10.  | Szwajcaria | 0  | 0 | 1 | 1                     |